# Krisztina Egerszegi
Krisztina Egerszegi, född 16 augusti 1974, är en före detta simmare från Ungern som vann fem OS-guld mellan 1988 och 1996.
Under OS 1996 blev hon den andra simmaren någonsin som vunnit tre raka OS-guld i samma gren. Egerszegi är också den enda kvinnliga simmaren som vunnit fem individuella OS-guld.
Den 25 augusti 1991 slog hon världsrekord på 200 meter ryggsim (2.06,62) vilket stod sig i över 16 år innan Kirsty Coventry slog nytt världsrekord den 16 februari 2008 (2.06,39).

### Fotnoter
1. ↑  ”Krisztina Egerszegi Bio, Stats, and Results - Olympics at Sports.reference.com”. sportsreference.com. Sportsreference. Arkiverad från originalet den 7 september 2015. https://web.archive.org/web/20150907192457/http://www.sports-reference.com/olympics/athletes/eg/krisztina-egerszegi-1.html. Läst 7 oktober 2015.
2. ↑  ”Coventry Breaks Venerable Record”. washingtonpost.com. Washington post. http://www.washingtonpost.com/wp-dyn/content/article/2008/02/16/AR2008021602248.html. Läst 7 oktober 2015.